# 앤서니 프랜시오사
앤서니 프랜시오사(Anthony Franciosa, 1928년 10월 25일 ~ 2006년 1월 19일)는 미국의 배우이다.

## 참여 작품
- 군중 속의 얼굴
- 빗물 가득
- 길고 긴 여름날
- 데스 위시 2
- 쉐도우 (1982년 영화)
- 욕망의 거리 (1990년 영화)